# Росія в імлі
"Росія в імлі" (англ. Russia in the Shadows) — автобіографічна книга англійського письменника Герберта Веллса про свій візит в Росію, видана в 1920 році.

## Сюжет
Веллс вперше відвідав Росію в 1914 році, після чого він мав можливість у другий раз приїхати в Росію вже в 1920 році у розпал громадянської війни і післяреволюційної розрухи. Враження Веллса отримані під час подорожі описані в книзі.
Веллс описує контраст між імперською Росією і молодою Радянською республікою, малює широку картину життя держави і суспільства. На відміну від Джона Ріда, який також писав про Росію цього часу, він скептично ставиться до спроб побудови в країні нового суспільства. Окрема глава присвячена зустрічі Веллса із В. І. Леніним.